# Alejandro Reinick
Alejandro Reinick (Santa Fe, Argentina, 20 de mayo de 1978) es un exbaloncestista argentino que se desempeñaba en la posición de pívot. 

## Trayectoria
Reinick comenzó a jugar al baloncesto en Unión de Santa Fe, pasando luego al Ateneo Inmaculada y llegando finalmente a Banco Provincial. En 1992 fue reclutado por el club Kimberley, para jugar de modo semi-profesional con el equipo mayor. Tras un breve paso por Atlético Rafaela, fue incorporado a El Equipo de la Ciudad, una alianza de clubes santafesinos creada para impulsar a jugadores jóvenes. El pívot fue parte del plantel de la selección de Santa Fe que conquistó el Campeonato Argentino de Básquet en 1997 (certamen que volvería a ganar en 2004 y 2007 pero ya como profesional).
Posteriormente Reinick jugaría para Unión de Santa Fe -consiguiendo el ascenso a la Liga B- y terminaría sumándose a Rosario Central.
En 2000 dejó su provincia natal para incorporase al club pampeano Pico Footbal Club, dando así el salto a la Liga Nacional de Básquet. Dos años después ficharía con Atenas, equipo con el que se consagraría campeón de la temporada 2002-03 de la LNB y de la Liga Sudamericana de Clubes 2004. 
Desvinculado de la institución cordobesa, actuó en el Deportivo Madryn, Regatas Corrientes y Quimsa, antes de incorporarse a Peñarol, club con el que jugaría desde 2008 hasta 2012. En ese periodo participó de la conquista de tres ediciones de la Liga Nacional de Básquet (2009-10, 2010-11 y 2011-12) y de una edición de la Liga de las Américas (2009-10), además de haber obtenido otros torneos menores como el Súper 8, la Copa Desafío y la Copa Argentina.
Reinick jugaría una temporada más en la máxima categoría del baloncesto profesional argentino con las camisetas de Gimnasia Indalo y Libertad de Sunchales, iniciando luego un ciclo entre el Torneo Nacional de Ascenso y el Torneo Federal de Básquetbol que le permitió volver a Unión de Santa Fe, pero también jugar para San Martín de La Rioja, Independiente BBC, AMAD de Goya y Quilmes de Mar del Plata. También actuó en El Metro de Uruguay en 2015 como ficha extranjera del Larrañaga.
En julio de 2022, a más de dos años de haberse retirado oficialmente, retomó la práctica profesional del baloncesto al sumarse a Kimberley de Mar del Plata, equipo dirigido por Diego Cavaco y participante del Torneo Pre-Federal.

### Clubes
| Club                       | País      | Año         |
| -------------------------- | --------- | ----------- |
| Kimberley de Santa Fe      | Argentina | 1992 - 1993 |
| Atlético Rafaela           | Argentina | 1993 - 1994 |
| El Equipo de la Ciudad     | Argentina | 1994 - 1997 |
| Unión de Santa Fe          | Argentina | 1997 - 1998 |
| Rosario Central            | Argentina | 1998 - 2000 |
| Pico Footbal Club          | Argentina | 2000 - 2002 |
| Atenas                     | Argentina | 2002 - 2004 |
| Deportivo Madryn           | Argentina | 2004 - 2005 |
| Regatas Corrientes         | Argentina | 2005 - 2006 |
| Quimsa                     | Argentina | 2006 - 2008 |
| Peñarol                    | Argentina | 2008 - 2012 |
| Gimnasia Indalo            | Argentina | 2012        |
| Libertad                   | Argentina | 2013        |
| Unión                      | Argentina | 2013 - 2015 |
| Larrañaga                  | Uruguay   | 2015        |
| Unión                      | Argentina | 2015 - 2016 |
| San Martín de La Rioja     | Argentina | 2016 - 2017 |
| Independiente BBC          | Argentina | 2017 - 2018 |
| AMAD de Goya               | Argentina | 2018 - 2019 |
| Quilmes                    | Argentina | 2019 - 2020 |
| Kimberley de Mar del Plata | Argentina | 2022        |